# Motus (téléfilm)
Pour les articles homonymes, voir Motus.
Pour plus de détails, voir Fiche technique et Distribution.
Motus est un téléfilm français réalisé par Laurence Ferreira Barbosa et diffusé en 2003. Œuvre commanditée par la chaîne culturelle Arte, il fait partie de la collection « Masculin/Féminin » regroupant les films de dix réalisateurs.

## Synopsis
Antoine et Joséphine, vivent à Paris, sont mariés depuis 10 ans et ont deux enfants. Il est ingénieur dans les télécommunications et elle s'est arrêtée de travailler pour s'occuper de ses jeunes enfants. Bien qu'ils forment en apparence un couple modèle, leur vie intime ne semble être épanouie pour aucun des deux, entrainant des questionnements et des désirs d'« autre chose ». À la suite d'une incapacité à satisfaire mutuellement leur sexualité, Joséphine décide brusquement de s'offrir à des hommes, autant pour éprouver du désir et du plaisir que pour se rassurer sur sa féminité. Deux rencontres occasionnelles seront couronnées du même échec de jouissance que dans son couple. De son côté Antoine s'essaie aussi un soir à l'adultère, mais son engagement familial forme une barrière impossible pour lui à franchir et le fait fuir avant de passer réellement à l'acte.
Lors d'une soirée, malgré la présence de son mari, Joséphine est dans l'attente d'une nouvelle rencontre. Elle donne son numéro à un jeune homme, lui aussi marié. Leurs rencontres clandestines deviennent au sens propre « une illumination » pour elle. Elle connait enfin la jouissance et un épanouissement de femme, qui n'est pas seulement celui de mère. Bien que son amant semble être plus dans la légèreté de l'acte, et le lui fait comprendre, Joséphine s'éprend fortement et développe un début de jalousie. Elle devient aussi beaucoup plus sensible aux remarques d'Antoine et supporte de moins en moins leurs divergences. Elle lui avoue un soir sa liaison après une nouvelle dispute. Antoine quitte brusquement la maison et sans prévenir part plusieurs jours avec leurs enfants. Joséphine vacille, et cherche du réconfort auprès de son amant qui ne voulait visiblement pas que leur relation prenne ce tour là. Soudain lucide sur la réelle nature de cette relation et perdue, sans nouvelle de ses enfants et de son mari, elle reste prostrée en attendant leur retour. Lorsque ceux-ci rentrent, Antoine lui demande de partir sur le champ et lui signifie leur rupture. Joséphine prétend alors que tout cela n'était qu'un mensonge, mu par sa colère, et réussit ainsi à sauver son couple.

## Fiche technique
- Titre : Motus
- Réalisation : Laurence Ferreira Barbosa
- Scénario : Laurence Ferreira Barbosa et Yvonne Kerouedan
- Directeur de la photographie : Julien Hirsch
- Montage : Isabelle Poudevigne
- Décors : Yves Fournier
- Costumes : Bénédicte Darblay
- Musiques originales : Nicolas Becker, Christophe Chevalier, Nicolas Gerber
- Producteurs : Yael Fogiel, Laetitia Gonzalez et Jean-Pierre Guérin
- Sociétés de production : Les Films du Poisson, GMT Productions, Arte France Cinéma
- Pays d'origine : France
- Genre : drame
- Durée : 94 minutes
- Date de diffusion : 15 mars 2003 sur Arte

## Distribution
- Jocelyne Desverchère : Joséphine
- Emmanuel Finkiel : Antoine
- Yvain Bougie : Louis
- Louis Dewynter : Basile
- Pascal Bouaziz : Un amant
- Jérôme Grunfeld : L'amant au dreadlocks
- Jean-Louis Loca : L'amant sadique
- Valérie Donzelli : Stagiaire d'Antoine
- Anne Bonnin : Dora
- Chloé Mons : La vendeuse de soutien-gorges
- Philippe Duquesne : La psychiatre